# (9854) Karlheinz
(9854) Karlheinz (1991 AC3) – planetoida z pasa głównego asteroid okrążająca Słońce w ciągu 4,31 lat w średniej odległości 2,65 j.a. Odkryta 15 stycznia 1991 roku.